# Asientos de las cimentaciones
Los asientos de las cimentaciones son las deformaciones verticales (subsidencias) que experimenta el terreno cuando sobre el mismo se aplica una carga. Suponen una importante problemática en el campo de la geotecnia.

## Factores
El suelo puede deformarse por los siguientes factores:
- Deformación de sus partículas.
- Reorganización de estas partículas.
- Expulsión de aire o agua de los espacios interparticulares.

Estos factores actúan habitualmente de manera conjunta, aunque su importancia en cada caso concreto depende de las características del propio suelo.

## Componentes
Se considera que el asiento consta de tres componentes fundamentales:
- Asiento inmediato (Si): tiene lugar de forma instantánea tras la aplicación de las cargas al suelo y se origina debido a fenómenos de deformación y reorganización de partículas.
- Asiento de consolidación primaria (Sc): se produce de manera diferida, conforme el suelo expulsa el agua intersticial.
- Asiento de consolidación secundaria (S): una vez completada la disipación de tensiones intersticiales, la deformación continúa a carga constante.